# 2017-es magyar asztalitenisz-bajnokság
A 2017-es magyar asztalitenisz-bajnokság a századik magyar bajnokság volt. A bajnokságot március 4. és 5. között rendezték meg Érden, az Érd Arénában.

## Eredmények
| Versenyszám  | Arany                                                               | Arany | Ezüst                                                                  | Ezüst | Bronz | Bronz |
| ------------ | ------------------------------------------------------------------- | ----- | ---------------------------------------------------------------------- | ----- | --- | ----- |
| Férfi egyéni | Szudi Ádám Borussia Dortmund                                        |       | Kosiba Dániel Eslövs AI                                                |       | Szita Márton Celldömölki VSEEcseki Nándor TTC Ober-Erlenbach                                                |       |
| Női egyéni   | Madarász Dóra Szekszárd AC                                          |       | Ambrus Krisztina Budapesti Erdért SE                                   |       | Baun Éva Postás SEPeterman-Varga Tímea Budaörsi SC                                                          |       |
| Férfi páros  | Majoros Bence, Ecseki Nándor Borussia Dortmund , TTC Ober-Erlenbach |       | Molnár Krisztián, Kovács Sebestyén BVSC-Zugló                          |       | Fazekas Péter, Szita Márton Celldömölki VSELung Dániel, Magyar László Győri Elektromos, Szerva ASE Szécsény |       |
| Női páros    | Pergel Szandra, Madarász Dóra Budaörsi SC, Szekszárd AC             |       | Nagyváradi Mercédesz, Peterman-Varga Tímea Budaörsi SC                 |       | Ambrus Krisztina, Tóth Kata Budapesti Erdért SEBaun Éva, Kertai Rita Postás SE                              |       |
| Vegyes páros | Kosiba Dániel, Madarász Dóra Eslövs AI , Szekszárd AC               |       | Ecseki Nándor, Bálint Bernadett TTC Ober-Erlenbach , SV DJK Kolbermoor |       | Vitsek Iván, Baun Éva Szegedi AC, Postás SENagy Krisztián, Pergel Szandra PTE-Pécsi EAC, Budaörsi SC        |       |